# Hey Stoopid
Hey Stoopid je devatenácté studiové album amerického zpěváka Alice Coopera, vydané v červenci 1991 u vydavatelství Epic Records. Jeho producentem byl Peter Collins a představilo se zde několik hostů, mezi které patří kytaristé Joe Satriani, Steve Vai a Slash, zpěvák Ozzy Osbourne či baskytarista Nikki Sixx.

## Seznam skladeb
| Pořadí         | Název                    | Autor                                                    | Délka |
| -------------- | ------------------------ | -------------------------------------------------------- | ----- |
| 1.             | Hey Stoopid              | Alice Cooper, Vic Pepe, Jack Ponti, Bob Pfeifer          | 4:34  |
| 2.             | Love's a Loaded Gun      | Cooper, Pepe, Ponti                                      | 4:11  |
| 3.             | Snakebite                | Cooper, Pepe, Ponti, Pfeifer, Lance Bulen, Kelly Keeling | 4:33  |
| 4.             | Burning Our Bed          | Cooper, Al Pitrelli, Pfeifer, S. West                    | 4:34  |
| 5.             | Dangerous Tonight        | Cooper, Desmond Child                                    | 4:41  |
| 6.             | Might as Well Be on Mars | Cooper, Dick Wagner, Child                               | 7:09  |
| 7.             | Feed My Frankenstein     | Cooper, Zodiac Mindwarp, Ian Richardson, Nick Coler      | 4:44  |
| 8.             | Hurricane Years          | Cooper, Pepe, Ponti, Pfeifer                             | 3:58  |
| 9.             | Little by Little         | Cooper, Pepe, Ponti, Pfeifer                             | 4:35  |
| 10.            | Die for You              | Cooper, Mick Mars, Nikki Sixx, Jim Vallance              | 4:16  |
| 11.            | Dirty Dreams             | Cooper, Pfeifer, Vallance                                | 3:29  |
| 12.            | Wind-Up Toy              | Cooper, Pepe, Ponti, Pfeifer                             | 5:27  |
| Celková délka: | Celková délka:           | Celková délka:                                           | 56:05 |

## Obsazení
- Alice Cooper – zpěv, harmonika
- Mickey Curry – bicí
- Stef Burns – kytara
- Hugh McDonald – baskytara
- Joe Satriani – kytara v „Hey Stoopid“, „Burning Our Bed“, „Feed My Frankenstein“, „Little by Little“ a „Wind-Up Toy“
- Vinnie Moore – kytara v „Hurricane Years“ a „Dirty Dreams“
- Steve Vai – kytara „Feed My Frankenstein“
- Slash – kytara v „Hey Stoopid“
- Nikki Sixx – baskytara „Feed My Frankenstein“
- Mick Mars – kytara v „Die for You“
- Ozzy Osbourne – vokály v „Hey Stoopid“
- Elvira, Mistress of the Dark – mluvené slovo v „Feed My Frankenstein“